# Svartrå församling
Svartrå församling var en församling i , Falkenbergs kommun i Hallands län. Församlingen uppgick 2006 i Okome församling.
Församlingskyrka var Svartrå kyrka.

## Administrativ historik
Församlingen har medeltida ursprung.
Församlingen var till 1962 annexförsamling i pastoratet Okome, Svartrå och Köinge. Från 1962 till 2006 annexförsamling i pastoratet Vessige, Askome, Alfshög, Okome, Svartrå och Köinge.  Församlingen uppgick 2006 i Okome församling.
Församlingskod var 138216.